# Jan Stanisław Sapieha
Pour les articles homonymes, voir Jan Sapieha et Maison Sapieha.
Jan Stanisław Sapieha, né le 25 octobre 1589 à Maladetchna (Biélorussie), mort le 10 avril 1635 à Lachowicze (Biélorussie), magnat de Pologne-Lituanie, membre de la famille Sapieha, staroste de Slonim, maréchal de la cour de Lituanie (1617), grand maréchal de Lituanie (1621).

## Biographie
Jan Stanisław Sapieha est le fils Lew Sapieha et de Dorota Firlej (en).
De 1599 à 1603, il étudie à l'Université de Vilnius, puis de 1603 à 1605 au Collège jésuite de Braniewo (pl). Il poursuit ensuite ses études à Würzburg, Francfort et Pari.
Il rentre au pays en 1608 et entre à la cour de Sigismond Vasa. En 1609, il participe à l'expédition de Smolensk (en). À son retour il est nommé Podstoli wielki litewski (en) (grand intendant de Lituanie).
En 1612-1613, il voyage dans le Saint-Empire et en Italie. Il participe à l'élection du nouvel empereur, Rodolphe II.
En 1621, il est nommé grand maréchal de Lituanie et se lie d'amitié avec Ladislas Vasa qu'il soutient de ses efforts pour s'emparer du trône de Moscou, liquider le Khanat de Crimée et résoudre pacifiquement le problème suédois par des concessions territoriales en Livonie et le renoncement de Sigismond Vasa au trône de Suède.
En 1625, il prend part à la guerre contre la Suède. Sans réelle aptitude militaire, il est vaincu la bataille de Walmojzą (pl) où son régiment est anéanti. Rassemblant les restes de ses troupes, il se met sous les ordres de l'hetman Krzysztof Radziwiłł pour  mener quelques actions offensives. Ils sont cependant contraints de battre en retraite. En juin 1626, le commandement de l'armée lituanienne est confié à Aleksander Gosiewski (pl) et Sapieha reprend son poste de fonctionnaire auprès de Sigismond Vasa.
À partir de 1627, en raison d'un mal inconnu, sa santé mentale commence à décliner. Dans les années 1628-1629, il voyage en Tchécoslovaquie et en Italie. En 1630, il séjourne à la cour impériale de Vienne. De retour en Pologne, il participe aux Sejms de 1631 et 1632 et soutient la candidature de Ladislas Vasa lors de l'élection royale de 1632 (en).

## Mariages
Il épouse en premières noces Anna Scholastyka Chodkiewicz. Il épouse ensuite Gryzelda Wodyńska.

## Sources
- Notices d'autorité :   - VIAF
  - ISNI
  - LCCN
  - GND
  - Pologne
  - NUKAT
  - Lettonie
  - WorldCat

- (pl) Cet article est partiellement ou en totalité issu de l’article de Wikipédia en polonais intitulé « Jan Stanisław Sapieha » (voir la liste des auteurs).